# PTXmas
PTXmas — второй мини-альбом группы Pentatonix, выпущен 12 ноября 2012 года в цифровом виде, и 13 ноября 2012 года на CD диске. 19 ноября 2013 было выпущено подарочное издание альбома с двумя дополнительными песнями.

## Список композиций
| №                   | Название                                                  | Длительность |
| ------------------- | --------------------------------------------------------- | ------------ |
| 1.                  | «Angels We Have Heard On High»                            | 3:41         |
| 2.                  | «O Come, O Come Emmanuel»                                 | 3:35         |
| 3.                  | «Carol of the Bells»                                      | 3:13         |
| 4.                  | «The Christmas Song (Chestnuts Roasting On An Open Fire)» | 3:43         |
| 5.                  | «O Holy Hight»                                            | 2:25         |
| 6.                  | «This Christmas»                                          | 4:23         |
| Общая длительность: | Общая длительность:                                       | 21:00        |

| №                   | Название                     | Длительность |
| ------------------- | ---------------------------- | ------------ |
| 7.                  | «Little Drummer Boy»         | 4:15         |
| 8.                  | «Go Tell It On the Mountain» | 3:03         |
| Общая длительность: | Общая длительность:          | 28:18        |

## Позиции в чартах
| Чарты                              | Наивысшая позиция |
| ---------------------------------- | ----------------- |
| США (Billboard 200)                | 7                 |
| США (Billboard Independent Albums) | 5                 |
| США (Billboard Digital Albums)     | 1                 |